# Piotr II Keilich
Piotr II Keilich OCist (ur. 17 października 1738 w Wójtowej koło Chełmska Śląskiego, zm. 10 grudnia 1798) – opat opactwa w Krzeszowie, prałat, teolog i profesor, wywodzący się ze śląskiej rodziny urzędniczej.

## Życiorys
Anton Joseph urodził się 17 października 1738 r. w Wójtowej (niem. Voigtsdorf), w nieistniejącej dziś wiosce, która obecnie stanowi południowo-zachodnią część Chełmska Śląskiego, w rejonie ul. Sądeckiej. Pochodził z rodziny o długiej tradycji administracyjnej. Był synem dziedzicznego i sądowego scholastyka z Kalna, a jego pradziadek pełnił podobną funkcję w Mysłakowie. To rodzinne zaplecze – obejmujące solidne wykształcenie, znajomość administracji i powiązania z elitami urzędniczymi – stworzyło warunki, które umożliwiły mu rozwój intelektualny oraz objęcie ważnych funkcji w Kościele. 
24 maja 1766 r. otrzymał sakrament święceń. 13 marca 1787 r. został wybrany opatem krzeszowskim.  
Rządy opata Keilicha przypadły na schyłek XVIII w. – okres trudny zarówno pod względem gospodarczym, jak i społecznym. Po przyłączeniu Śląska do Prus w wyniku wojen śląskich (1740–1763), region znalazł się pod silnie scentralizowaną administracją pruską. Za panowania Fryderyka II Wielkiego rząd forsował rozwój przemysłu włókienniczego, jednak działania te miały często jednostronny charakter. Faworyzowanie manufaktur oraz nadprodukcja tkanin doprowadziły do upadku tradycyjnego rzemiosła, zwłaszcza tkactwa chałupniczego. W konsekwencji doszło do masowego zubożenia ludności wiejskiej, co przełożyło się również na sytuację ekonomiczną dóbr klasztornych.             
Jako gospodarz i duszpasterz, szczególną troską otaczał swoją rodzinną miejscowość – Chełmsko Śląskie, znane z tradycji tkactwa chałupniczego i charakterystycznych domków tkaczy, zwanych „Dwunastoma Apostołami”. Miejscowość ta wyjątkowo dotkliwie odczuła skutki upadku rzemiosła, dlatego Keilich podejmował działania mające na celu wsparcie lokalnej ludności. Jednocześnie kontynuował rozwój infrastruktury klasztornej. W latach 1788–1792 zlecił budowę nowego skrzydła klasztornego, które miało funkcjonalnie uzupełnić dotychczasowy kompleks. Projekt powierzono Johannowi Georgowi Rudolphowi z Opola, architektowi znanemu m.in. z budowy cesarskiego pałacu w Cieplicach. Nowa zabudowa, choć solidna i dostosowana do potrzeb wspólnoty, już odbiegała od barokowego przepychu wcześniejszych realizacji. Zamiast tradycyjnych kamieniarskich zdobień dominowały sztukaterie i malowidła ścienne, co odzwierciedlało zarówno zmieniające się gusta końca XVIII w., jak i wymogi oszczędnościowe wynikające z trudnej sytuacji finansowej opactwa. 
Opat Keilich zrealizował także szereg innych budowli dla krzeszowskiego opactwa. W 1788 r. według jego projektu powstała plebania w Witkowie Śląskim. W 1791 r. zaprojektował i nadzorował budowę letniej rezydencji prałata w Ulanowicach (obecnie dzielnica Lubawki), a w 1794 r. prawdopodobnie także domu w Kochanowie. Wszystkie te budowle miały charakter prostych, lecz estetycznych dworów w stylu Ludwika XVI. Za jego rządów przebudowano również plebanię w Opawie, której obecny kształt nadano w latach 1794–1795. W tym samym okresie, w 1794 r., zrealizował również budowę plebanii w Okrzeszynie, która stała się jednym z przykładów klasycystycznej architektury zakonu cystersów.                                
W 1790 r. sprowadził do Krzeszowa relikwie św. Walentego, wzbogacając tym samym duchowe dziedzictwo opactwa. Po ukończeniu południowego skrzydła klasztoru niezwłocznie rozpoczął fundację biblioteki, której wyposażenie zakończono w 1795 r..
Ostatnie lata życia spędził na walce z chorobą nerwową, która uniemożliwiła mu także udział w uroczystych obchodach 500-lecia istnienia klasztoru w 1792 r. Opat Piotr Keilich zmarł 10 grudnia 1798 r.. Został pochowany w rodzinnym grobowcu przed kościołem św. Rodziny w Chełmsku Śląskim.                     